# Справочник по химии и физике (издательство CRC)

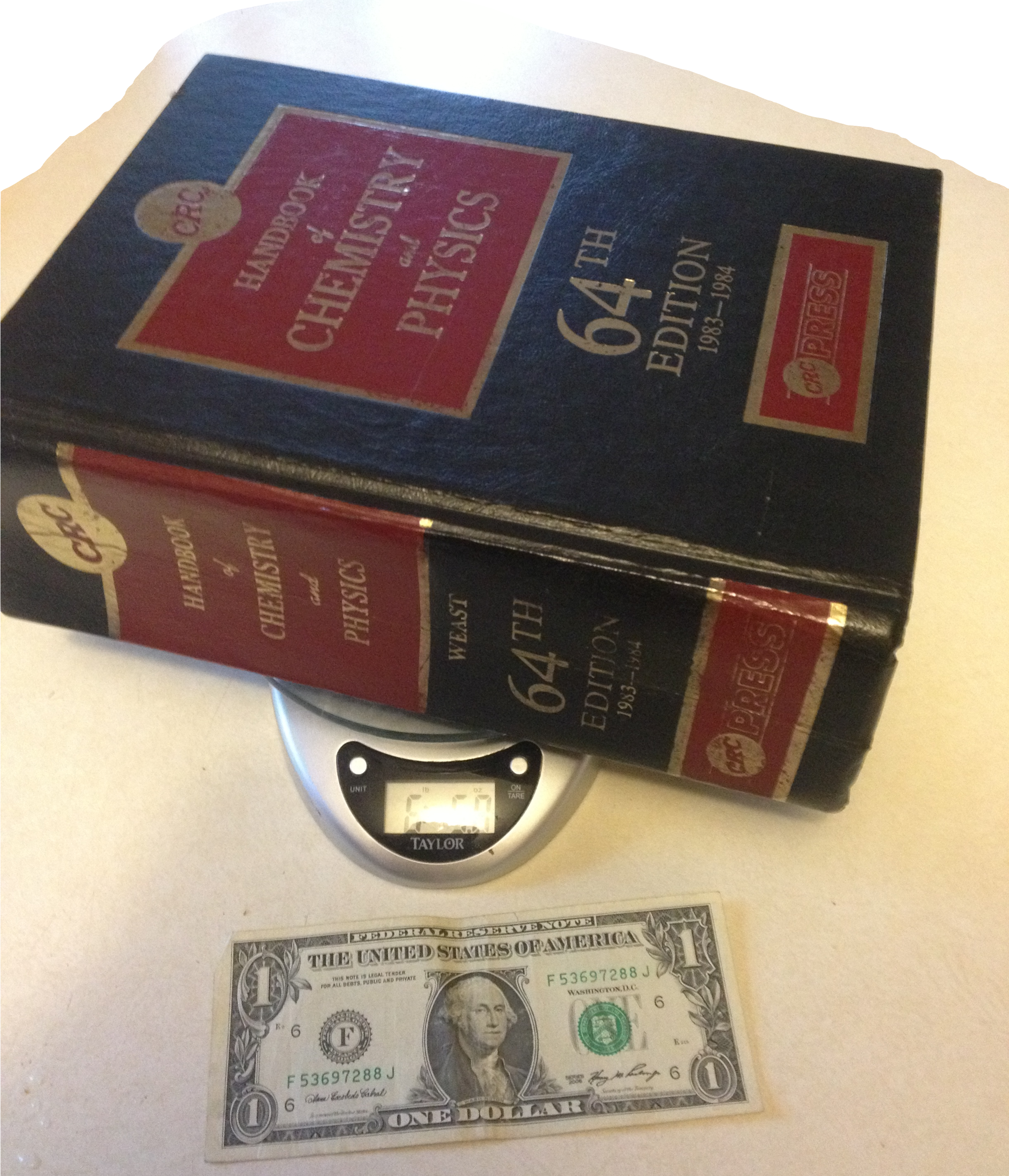
64-е издание «Справочника по химии и физике» CRC с американской долларовой купюрой для масштаба; вес 2,9 кг

Спра́вочник по хи́мии и фи́зике изда́тельства CRC (англ. CRC Handbook of Chemistry and Physics) — справочник издательства CRC Press по химии и физике. Впервые опубликован в 1914 году. Выдержал 105 переизданий, последнее опубликовано в 2024 году. Неформальное название «Резиновая Библия» связано с расшифровкой названия издательства CRC (англ. Chemical Rubber Company, «Химическая резиновая компания»).
В издании 1962—1963 годов справочник содержал огромное количество информации по всем отраслям науки и техники (3604 страницы). В это издание были включены следующие разделы: «Математика», «Свойства и физические константы», «Химические таблицы», «Свойства вещества», «Тепло», «Гигрометрические и барометрические таблицы», «Звук», «Величины и единицы» и «Разное». «Математические таблицы из Справочника по химии и физике» до 9-го издания (1952) публиковались как приложение к справочнику. Начиная с 10-го издания (1956) отдельно от справочника публиковались «Стандартные математические таблицы CRC». Предыдущие издания включали такие разделы, как «Противоядия от ядов», «Правила наименования органических соединений», «Поверхностное натяжение расплавленных солей», «Процентный состав растворов антифризов», «Напряжение искровых разрядников», «Греческий алфавит», «Музыкальные гаммы», «Пигменты и красители», «Сравнение тонн и фунтов», «Калибры спиральных сверл и стальной проволоки», «Свойства атмосферы Земли на высоте до 160 километров». Более поздние издания исключали наиболее «общую» информации.
CRC Press — ведущее издательство в области инженерных справочников, книг и учебников практически по всем научным дисциплинам.